# Ivajlo Georgiev
Ivajlo Nikolov Georgiev (Bulgaars: Ивайло Николов Георгиев) (Montana, 31 oktober 1942) was een Bulgaars voetballer. Hij heeft gespeeld bij OFC Sliven 2000, Akademik Sofia, FK Lokomotiv 1929 Sofia en Slavia Sofia.

## Loopbaan
Georgiev maakte zijn debuut in Bulgarije in 1967. Hij heeft 10 wedstrijden gespeeld waarin hij heeft twee doelpunten gescoord. Hij maakte deel uit van de selectie voor het voetbaltoernooi op de Olympische Zomerspelen 1968, waar Bulgarije een zilveren medaille won.

## Erelijst
- Olympische spelen : 1968 (zilver)